# إسماعيل راغب باشا
إسماعيل بن أحمد بن الحسن بني يني والمعروف بـ إسماعيل راغب باشا (18 أغسطس 1819 - 1 يونيو 1884) هو ضابط ووزير ورئيس وزراء مصري، شغل المنصب في الفترة من 17 يونيو 1882 إلى 21 أغسطس 1882. وتقلد العديد من الوظائف الحكومية الأخرى.

## حياته
ولد إسماعيل راغب في المورة وهي منطقة في اليونان في 18 أغسطس 1819.
درس أساسيات العلوم واللغات هناك، قبل أن يتوجه إلى الأناضول حيث اختطف وبيع كعبد، ثم جاء إلى مصر في عام 1830 مملوكاً لإبراهيم باشا
عقب وصوله تلقى العلم بالمكتب الأميري، ونال الشهادة العليا عام 1834.
عُين مساعد ترجمة بمجلس الملكية، ورقاه محمد علي إلى رتبة الملازم أول، ثم تولى رئاسة قلمي المحاسبة والإيرادات عام 1836.
رقي إلى رتبة بكباشي (مقدم) عام 1840، ثم قائمقام (عقيد) عام 1844، ثم أميرالاي (عميد) عام 1846.
منحه محمد علي 500 فدان (خمسمائة فدان) لتكون النواة الأولى لثروته.
اعتزل الخدمة في عهد عباس الأول، وفي أواخر عام 1854 عُين وكيلاً للمالية، ثم وكيلاً للخزانة، وأنعم عليه برتبة ميرميران مع لقب باشا.
عُين رئيساً للديوان الخديوي عام 1856، وصاحب الوالي محمد سعيد باشا للسودان.
تولى مهام منصب ناظر المالية (1858—1860)، ثم ناظراً للجهادية (1860—1861)، فمفتشاً للأقاليم البحرية عام 1862، فباشمعاون الخديوي (1863—1865)، وأنعم عليه برتبة بكلربكي، ثم عُين رئيساً للمجلس الخصوصي مع بقائه في رئاسة المعاونين.
انتدب لنظارة الداخلية عام 1864، ثم عُين ناظرا لها عام 1865.
رئيس مجلس النواب (من 25 نوفمبر 1866 إلى 24 يناير 1867)، فناظراً للداخلية عام 1867، ورئيساً للمجلس الخصوصي عام 1868، فناظراً للزراعة والتجارة عام 1875.
تبوأ منصب ناظر المالية في عهد نظارة محمد شريف باشا الأولى (7 إبريل 1879 - 5 يوليو 1879).
حينما قامت حركة اللائحة الوطنية التي أنيط بها إسقاط نظارة نوبار باشا الأولى، المشهورة بالوزارة الأوروبية (28 أغسطس 1878 - 23 فبراير 1879)، ثم تدبير أمرها في منزل إسماعيل راغب، وكان من أثرها أن أسندت الوزارة لشريف باشا، وعُين إسماعيل راغب ناظراً للمالية، وشاهين كنج ناظراً للجهادية.
ساهم مع محمد شريف بجميع تكلفة ترجمة الدساتير واللوائح الأجنبية الخاصة بالمجالس الأوروبية للاستفادة منها في تنقيح لوائح مجلس النواب المصري، وقام بهذه الترجمة الكاتب والصحفي السوري أديب إسحاق.
شكل وزارته في (17 يونيو 1882 - 21 أغسطس 1882) بعد سقوط وزارة محمود سامي البارودي، وكانت الوزارة الوحيدة التي تقدمت ببرامج، لم تتله برامج أخرى إلا بعد إسناد الوزارة لعدلي يكن باشا في 16 مارس 1921.
على الرغم من موقفه المؤيد للثورة العرابية في البداية، وقبل قصف الإسكندرية في 11 يوليو 1882، ونصحه للعرابيين بضرورة التخلص من الخديوي توفيق، إلا أنه قام بإبلاغ سيمور قائد الأسطول الإنجليزي بالإسكندرية في 17 يوليو 1882 بمخالفة عرابي لأوامر الخديوي فيما يقوم به من وسائل الدفاع، وبعزم الخديوي على عزله من منصبه، مما أضعف موقف أحمد عرابي.
ظل يعمل ثمانية وعشرين عاماً مصاباً بالشلل النصفي، وترك ثلاثة عشر ألف فدان في مناطق السكاكين وغمرة والظاهر في القاهرة، وراغب باشا بالإسكندرية، وقصر البراموني وسان ستيفانو، كما ترك 200 ألف جنيه ذهب مودعة في بنك الكريدي ليون وثلاثين أخرى مودعة في بنك منشة وشركائه.

## رئاسته الوزارة

### حكومته
| الوزير               | الوزارة                 |
| -------------------- | ----------------------- |
| أحمد رشيد باشا       | نظارة الداخلية          |
| أحمد عرابي           | نظارة الجهادية والبحرية |
| إسماعيل راغب باشا    | نظارة الخارجية          |
| حسن باشا الشريعي     | نظارة الأوقاف           |
| عبد الرحمن رشدي باشا | نظارة المالية           |
| علي إبراهيم باشا     | نظارة الحقانية          |
| محمود الفلكي باشا    | نظارة النافعة           |

## من أهم أعماله
إحداث الميزانية وحصر الإيرادات والمصروفات وقانون المرتبات، واللائحة السعيدية، وقوانين الزراعة.

## وفاته
توفي عام 1884.